# Hoofdverkeersroute R
De Hoofdverkeersroute R was volgens de lettering van hoofdverkeersroutes de weg van Almelo via Deventer, Zutphen, Arnhem, Nijmegen, 's-Hertogenbosch en Tilburg naar België. Tussen Arnhem en Nijmegen liep deze weg samen met de Hoofdverkeersroute M. De weg liep destijds over de rijkswegen 44a, 44, 45, 48, 55 en 65 en kruiste de grote rivieren IJssel, Nederrijn, Waal en Maas. Tegenwoordig wordt deze route ongeveer gevormd door de N350, A1, N348, N325, A50, A59, A65/N65 en N630.

## Geschiedenis
In 1937 werd de hoofdverkeersroute R ingesteld. Deze letter verscheen op de kilometerpalen en hectometerpaaltjes naast de weg. In 1957 werd de weglettering vervangen door de Wegnummering 1957. Hierdoor kreeg de route het nummer E8 tussen Holten en Deventer en N93 tussen Arnhem en Tilburg. De overige delen waren in deze nieuwe nummering ongenummerd.    